# Prince Lucien Campbell
Prince Lucien Campbell (Newmarket, Missouri, 1861. október 6. – Eugene, Oregon, 1925. augusztus 14.) amerikai intézményvezető.

## Fiatalkora
Felmenői skótok voltak. Édesanyja Jane Eliza Campbell, édesapja Thomas Franklin Campbell lelkész és a monmouthi Keresztény Főiskola vezetője, ahova fia is járt. Prince Lucien három évig tanított, majd a Harvard Egyetem második évfolyama után tizennégy hónapig a The Kansas City Star munkatársa volt. 1886-ban a Harvardon A.B. végzettséget szerzett.
1887-ben feleségül vette Eugenia Ziebert; egy lányuk és egy fiuk született, utóbbi csecsemőként meghalt. 1908-ban feleségül vette Susan A. Campbellt, akinek fia, Walter Church volt az Oregoni Egyetem tervezési főiskolájának egyik első diplomása, és a salemi Kapitólium építési felügyelője.

## Pályafutása
A Harvard elvégzése után visszatért Monmouthba, ahol korábbi alma materének oktatója lett. 1890-ben a Polk megyei Bank alelnökének és vezérigazgatójának nevezték ki.
1890-ben a monmouthi tanítóképző (ma Nyugat-oregoni Egyetem) igazgatójává nevezték ki. Feladata volt a progresszív nézetek elfogadtatása a konzervatív oktatókkal.
1902-től 1925-ben bekövetkezett haláláig az Oregoni Egyetem rektora volt. Regnálása alatt új kurzusok indultak, és az állami ingatlanadón, valamint magánadományokon keresztül az intézmény forrásokhoz jutott. Az éves költségvetés 47 500 dollárról 966 ezerre, a hallgatói létszám 250-ről háromezerre nőtt. Ő alkalmazta Ellis F. Lawrence-t, a campus építészét.

## Díjai és kitüntetései
A Pacific University és a Coloradói Egyetem díszdoktori címet adományozott neki. Ismert volt arról, hogy munkatársait titulustól függően egyenrangúként kezelte.

## Emlékezete
Halálakor Walter M. Pierce kormányzó a következőt mondta: „Keményen tanult, mindig tiszta gondolkodású volt és mindig csodálatos tapintatáról tett tanúbizonyságot, ahogy a mindenféle osztályú emberekkel bánt”.
Halála után a The Eugene Guard vezércikkében a következőket írta:
Szokatlan volt… A természet nagy intelligenciát, csodálatos személyiséget, kifogyhatatlan energiát, és ezzel együtt az alázat és önfeláldozás csodálatos tulajdonságát adta neki.”
A Nyugat-oregoni Egyetem Campbell épülete, valamint az Oregoni Egyetem Prince Lucien Campbell épülete az ő nevét viseli.

## Fordítás
- Ez a szócikk részben vagy egészben  a   Prince Lucien Campbell című angol Wikipédia-szócikk ezen változatának fordításán alapul.  Az eredeti cikk szerkesztőit annak laptörténete sorolja fel. Ez a jelzés csupán a megfogalmazás eredetét és a szerzői jogokat jelzi, nem szolgál a cikkben szereplő információk forrásmegjelöléseként.